# 加山利治
加山 利治（かやま としはる、1971年12月17日 - ）は、北海道帯広市出身の元プロボクサー。ワタナベボクシングジム所属。第38代日本ウェルター級王者。入場曲はSkoop On Somebody「壊したい」。

## 来歴
1995年11月28日、ワタナベボクシングジム所属でプロデビュー。狩野昌彦に3RKO勝ち。
1996年12月21日、東日本ウェルター級新人王決勝戦で、後の日本王者大曲輝斉と対戦し、6R引き分け（勝者扱いで全日本新人王戦出場）。
1997年2月15日、全日本ウェルター級新人王戦で、松下文昭に5RTKO勝ち。全日本新人王タイトルを獲得。
1998年6月23日、日本ウェルター級王者名嘉原誠の王座に挑戦し、8RTKO勝ち。日本同級王座を獲得する。
1998年12月8日～2000年4月25日にかけて、小松進一、佐伯真二、佐竹政一（後のOPBF東洋太平洋スーパーライト級王者）、ジャッキー桑田（元日本ジュニアウェルター級王者）、名嘉原誠を下し、日本ウェルター級王座5度の防衛に成功。
2000年8月22日、日本王座を保持したまま、OPBF東洋太平洋ウェルター級王者の尹錫玄に挑戦。12R判定負けを喫する。
2000年12月5日、日本ウェルター級王座6度目の防衛戦で、中野吉郎に10R判定負けし、日本王座転落。
2002年7月20日、日本スーパーウェルター級王者の河合丈矢に挑戦し、10R判定負け。日本王座獲得に失敗。
2003年4月14日、日本スーパーウェルター級王者の金山俊治に挑戦し、5RTKO負け。日本王座獲得に失敗。
2006年5月9日、ペットナムエーク・シットサイトーン（タイ）に3RTKO勝ち。この試合を最後に現役を引退する。
引退後はワタナベジムのトレーナーとなる。
2010年10月23日、フィットネス中心ジムの「EBISU K's BOX」を開業。特別トレーナーとして親友の湯場忠志も指導に入っており、キックボクサーの日菜太ら格闘家もボクシング練習の拠点に使用している。
2013年、オーナーライセンス取得、東日本ボクシング協会に加盟。所属プロ第1号としてキマグレンのメンバーKUREIとしても活動する榑井勇輝が11月29日デビュー。
2019年6月19日、愛弟子の吉田実代がWBO女子世界スーパーフライ級王座を獲得し、自身が育てた初の世界王者となった。

## 戦績
- 29戦23勝15KO5敗1分

## 獲得タイトル
- 第53代東日本ウェルター級新人王
- 第43代全日本ウェルター級新人王
- 第38代日本ウェルター級王者（防衛5）